# Luzula divaricata
Luzula divaricata là một loài thực vật có hoa trong họ Juncaceae. Loài này được S.Watson mô tả khoa học đầu tiên năm 1879.